# Maurice Delépine
Maurice Delépine (* 15. Juli 1883 in Paris; † 30. April 1960 ebenda) war ein französischer Jurist, der zuletzt zwischen 1959 und seinem Tod 1960 Mitglied des Verfassungsgerichts (Court constitutionnel) war.

## Leben
Delépine absolvierte nach dem Schulbesuch ein Studium der Rechtswissenschaften, das er mit einem Lizenziat abschloss, und begann anschließend seine berufliche Laufbahn mit der Zulassung zum Rechtsanwalt am Appellationsgericht (Court d’Appel) von Paris.
1936 wechselte er in den Staatsdienst und wurde Mitglied des Staatsrates (Conseil d’État), der nicht nur oberstes Verwaltungsgericht, sondern auch Beratungsgremium der Regierung für Rechtsfragen ist. Dort war er zwischen 1936 und 1937 Rechtsberater des Präsidenten des Staatsrates und übernahm anschließend 1937 die Funktion des Kabinettschefs von Vincent Auriol, dem Justizminister und Siegelbewahrer im dritten Kabinett von Premierminister Camille Chautemps.
Während des Zweiten Weltkrieges wurde er in der Zeit des Vichy-Regimes zwischen 1940 und 1944 als Mitglied des Conseil d’État abberufen. 
Er konnte diese Funktion erst wieder nach der Befreiung Frankreichs nach der Operation Overlord und der darauf folgenden Befreiung von Paris Ende August 1944 antreten und war danach zwischen 1944 und 1953 Präsident der Kommission im Staatsrat. Zugleich fungierte er vom 17. Oktober 1946 und Oktober 1947 auch als Technischer Berater des Ministers für Arbeit und Soziales Daniel Mayer und war darüber hinaus zwischen 1948 und 1958 Mitglied des Obersten Gerichtsrates (Conseil supérieur de la magistrature), einer Institution, die die Unabhängigkeit der Gerichte von der Verwaltung garantieren soll. Ferner war er zeitgleich Vertreter des Obersten Gerichtsrates im Verfassungskomitee (Comité constitutionnel). Nachdem er 1953 als Mitglied aus dem Conseil d’État ausgeschieden war, wurde er zum Ehren-Staatsrat (Conseiller d'Etat honoraire) ernannt.
Am 20. Februar 1959 wurde Delépine vom Präsidenten des Senats Gaston Monnerville für eine dreijährige Amtszeit zum Mitglied des Verfassungsgerichts, dem Court constitutionnel, nominiert. Die Funktion trat er am 5. März 1959 an, verstarb aber bereits vor Ablauf der Amtszeit am 30. April 1960.